# Niger (delstat)
Niger är en delstat i västra Nigeria, gränsande till Benin i väster. Den är den till ytan största delstaten i landet. Niger bildades 1976 när tidigare North-Western State delades i Niger och Sokoto.
Niger består mestadels av savannlandskap. Floderna Niger (från vilken delstaten fått sitt namn) och Kaduna rinner genom delstaten. Nigerfloden är här uppdämd i en stor reservoar, Kainjidammen. Här ligger också landets största nationalpark, även den med namnet Kainji. De största städerna i delstaten är residensstaden Minna, Bida, Kontagora och Suleja. Niger har två av Nigerias största vattenkraftverk: Kainjidammen och Shirorodammen.
Den viktigaste näringsgrenen i Niger är jordbruk, och här odlas bland annat bomull, sheanötter, jams, jordnötter, hirs, majs, tobak och sockerrör. Flodfiske är viktigt lokalt. Det odlas en del ris längs Kaduna och Niger, men framför allt kring staden Bida i sydost.
Sedan år 2000 tillämpar delstaten islamsk sharialag, införd av den dåvarande guvernören Abdulkadir Kure.